# Outta Here
Outta Here è l'album di debutto della cantante olandese Esmée Denters. È stato pubblicato il 22 maggio 2009 nei Paesi Bassi. Nel Regno Unito è stato invece pubblicato l'11 gennaio 2010 sotto un'etichetta discografica differente. È stato prodotto quasi totalmente da Justin Timberlake, mentre Esmée Denters ha co-scritto la maggior parte dei brani.
L'album è preceduto dal singolo omonimo, pubblicato il 14 aprile 2009, che è entrato nella top 10 nei Paesi Bassi e in Regno Unito. Sono poi stati pubblicati altri due singoli, "Admit It" e "Love Dealer", che non hanno però ottenuto molto successo.
L'album ha fatto il suo debutto alla posizione numero 6 nella classifica olandese, salendo di un posto nella settimana successiva, ma è sceso dalla top 100 in 18 settimane. Nella classifica britannica ha fatto il suo debutto alla posizione numero 48 e la settimana dopo è sparito dalla classifica.

## Produzione
Durante l'estate del 2007 Justin Timberlake ed Esmée Denters iniziarono a scrivere alcune canzoni per l'album. Nell'aprile 2009 la cantante ha confermato, durante un'intervista con la stazione radiofonica olandese Radio 538, che il suo album sarebbe stato pubblicato il 22 maggio 2009, e che le canzoni in esso incluse avrebbero avuto un ritmo pop e R&B.
Nell'ottobre 2009 Esmée ha spiegato all'autore di testi britannico Pete Lewis la ragione per cui ha dato questo nome al suo album: "L'ho chiamato Outta Here perché per me quella canzone include un po' di tutto ciò di cui l'album parla. Sai, è un brano pop, con elementi R&B, c'è anche un po' di rock e un po' di dance... Quindi, dato che pensavo che un mix di tutti questi generi musicali rappresentasse un po' tutto l'album, ho deciso di chiamarlo così."

## Singoli estratti
- "Outta Here" è il primo singolo estratto dall'album, prodotto da Polow da Don e Justin Timberlake. Il video musicale è stato pubblicato il 13 aprile 2009, mentre la canzone è stata messa in commercio il giorno dopo. Nel Regno Unito è stata pubblicata il 16 agosto 2009[6], e ha fatto il suo debutto nella classifica britannica alla posizione numero 7.[7]
- "Admit It" è il secondo singolo ufficiale, pubblicato il 4 settembre 2009 e scritto e prodotto da Justin Timberlake e Toby Gad. Il video musicale è stato trasmesso per la prima volta sul canale musicale olandese TMF il 3 settembre.[8] Nel Regno Unito il singolo è stato messo in commercio con una copertina diversa a partire dal 28 dicembre 2009, due settimane prima della pubblicazione dell'album nel Paese.[9] Ha avuto un successo mondiale discreto.[10]
- "Love Dealer" è stato confermato come secondo singolo il 22 marzo 2010[11] Anche Justin Timberlake canta in una parte del brano, e appare nel video musicale del brano. Il singolo è stato pubblicato il 4 maggio 2010 negli Stati Uniti d'America in formato di download digitale[12] e il 25 maggio è stato inviato alle radio del Paese.[13]

## Tracce
1. "Admit It" (Esmée Denters, Toby Gad) 3:41
2. "Victim" (Esmée Denters, Ryan Tedder) 3:36
3. "Outta Here" (Jason Perry, Ester Dean, Justin Timberlake, Jamal Jones) 3:21
4. "Love Dealer" (Esmée Denters, Justin Timberlake, Tor Erik Hermansen, Mikkel S. Eriksen) 3:45
5. "Gravity" (Esmée Denters, Justin Timberlake, Hannon Lane) 5:48
6. "What If" (Esmée Denters, Robin Lynch, Niklas Olovson) 3:41
7. "Memories Turn to Dust" (Esmée Denters, Mike Elizondo, C. Kreviazuk) 3:57
8. "Getting Over You" (Esmée Denters, Robbie Nevil) 3:21
9. "Just Can't Have It" (Johntá Austin, Tor Erik Hermansen, Mikkel S. Eriksen, Espen Lind, Bjorklund, Jawad) 3:59
10. "The First Thing" (Esmée Denters, Mark Taylor, Paul Barry, Scarlett) 3:12
11. "Casanova" (Esmée Denters, Justin Timberlake, Nathaniel Hills, Marcella Aracia) 4:28
12. "Bigger Than the World" (Justin Timberlake, Rob Knox, Robin Tadross, Mike Elizondo, James Fauntleroy II) 4:5

Tracce bonus (Paesi Bassi)
----13.--"Sad Symphony" (Esmée Denters, Justin Timberlake, Candice Nelson) 4:39

----14.--"Eyes for You" (Esmée Denters, Alonzo Stevensen) 3:51
Tracce bonus (Regno Unito)
----13.--"Sad Symphony" (Esmée Denters, Justin Timberlake, Candice Nelson) 4:39

----14.--"Follow My Lead" (Justin Timberlake, Robin Tadross, James Fauntleroy II) 3:51

## Classifiche
| Classifica (2009/2010) | Posizione massima |
| ---------------------- | ----------------- |
| Belgio (Fiandre)       | 55                |
| Paesi Bassi            | 5                 |
| Regno Unito            | 48                |

## Pubblicazione
| Paese       | Data            | Etichetta       |
| ----------- | --------------- | --------------- |
| Paesi Bassi | 22 maggio 2009  | Universal Music |
| Belgio      | 11 luglio 2009  | Universal Music |
| Regno Unito | 11 gennaio 2010 | Polydor         |